# Boeing 787
Boeing 787 Dreamliner este un avion de linie cu fuzelaj larg dezvoltat și produs de compania americană Boeing Commercial Airplanes. După ce a renunțat la proiectul său neconvențional, Sonic Cruiser, Boeing a anunțat pe 29 ianuarie 2003 programul 7E7, care s-a concentrat în mare parte pe eficiență. Programul a fost lansat pe 26 aprilie 2004, cu o comandă pentru 50 de aeronave de la All Nippon Airways (ANA), fiind așteptată introducerea în 2008. La 8 iulie 2007, un prototip de 787 fără sisteme de operare majore a fost lansat, iar apoi aeronava a suferit mai multe întârzieri până la zborul său inaugural pe 15 decembrie 2009. Certificarea de tip a fost primită în august 2011, iar primul 787-8 a fost livrat în septembrie 2011 înainte de intrarea în serviciu comercial pe 26 octombrie 2011, cu ANA.
La lansare, Boeing a urmărit o reducere cu 20% de consum de combustibil față aeronavele înlocuite, precum Boeing 767, transportând 200 până la 300 de pasageri pe rute point-to-point de până la 15.700 km, o trecere de la deplasarea hub-and-spoke. Avionul bimotor este propulsat de turboventilatoare General Electric GEnx sau Rolls-Royce Trent 1000. Este primul avion de linie cu o structură realizată în principal din materiale compozite și folosește pe scară largă sistemele electrice. În exterior, este recunoscut după carlinga cu patru ferestre și wingleturile de pe vârfurile aripilor. Dezvoltarea și producția se bazează din ce în ce mai mult pe subcontractanți din întreaga lume, asamblarea finală având loc la Boeing South Carolina în North Charleston, după ce au fost asamblate în fabrica Boeing Everett din Washington până în martie 2021.
Varianta inițială 787-8, lungă de 57 m, găzduiește în mod obișnuit 242 de pasageri pentru o autonomie de 13.621 km, cu un MTOW de 227,9 t, comparativ cu 250 t pentru variante ulterioare. Varianta 787-9 a fost prelungită până la 63 m lungime, și poate zbura 14.140 km cu 290 de pasageri; a intrat în serviciu pe 7 august 2014, cu ANA. Varianta cea mai mare, 787-10, care are o lungime de 68 m, cu 330 de locuri pentru o autonomie de 11.910 km, a intrat în serviciu cu Singapore Airlines pe 3 aprilie 2018.
Primii ani ai lui 787 au fost marcați de mai multe probleme, cauzate în principal de bateriile sale litiu-ion, care au culminat cu incendii la bordul unor aeronave. În ianuarie 2013, Federal Aviation Administration (FAA), corpul de reglementare al aviației civile din SUA, a interzis toate zborurile cu 787 până când a aprobat designul revizuit al bateriei în aprilie 2013. Problemele semnificative de control al calității începând cu 2019 au provocat o încetinire a producției și, din ianuarie 2021 până în august 2022, o oprire aproape totală a livrărilor. Din cauza costurilor de producție în creștere, Boeing a cheltuit 32 de miliarde de dolari pentru program; estimările privind numărul de vânzări de avioane necesar pentru a ajunge la rentabilitate variază între 1.300 și 2.000. În decembrie 2023, programul 787 a înregistrat un total de 1.909 comenzi și s-au efectuat 1.110 de livrări.

## Dezvoltare
787 a fost numit inițial 7E7, numele fiindu-i schimbat la finalizarea designului. Inițial, Boeing a oferit un model numit Sonic Cruiser, un avion mai rapid decât modelele curente, cu consum similar al avioanelor convenționale (precum Boeing 767). Creșterea prețului petrolului, dar și problemele industriei aviatice americane au făcut ca proiectul să fie restructurat - Boeing a realizat un avion nou care să asigure viteze similare cu cele actuale, dar la o autonomie și un consum de combustibil mai mic cu 20-30%.
Proiectul a făcut parte din programul Yellowstone (sub numele Y2), program care propune înlocuirea întregii serii Boeing cu avioane bazate pe materiale compozite, fiind primul din seria de 3 avioane. Pe lângă folosirea materialelor compozite, avionul mai are câteva tehnologii revoluționare, printre care folosirea unor compresoare electrice pentru asigurarea aerului în cabină în locul folosirii aerului provenit din motor. În plus, este oferit cu o serie nouă de motoare - General Electric GEnx și Rolls Royce Trent 1000, asigurând eficiență sporită.
O mare parte din componente sunt fabricate de către partenerii Boeing din întreaga lume, subansamble mari fiind livrate gata asamblate (precum aripile și fuselajul). Astfel, aripile sunt fabricate în Japonia, stabilizatoarele în Italia, flapsurile și eleroanele în Australia, ușile în Franța și Suedia, segmentele de fuselaj în Carolina de Sud, SUA iar asamblarea finală are loc la fabrica Boeing de lângă Seattle. Pentru transportul componentelor, s-a considerat că utilizarea transportului naval ar fi prea greoaie, așa că Boeing a convertit 4 Boeing 747 special pentru transportul acestor încărcături voluminoase. Boeing dorește ca, în vârful producției, să scoată de pe linia de fabricație un avion la fiecare 3 zile.
Din cauza tehnologiei revoluționare, concurența de la Airbus s-a arătat foarte neîncrezătoare în proiect, considerându-l imposibil de realizat.
Avionul a fost prezentat pe 8 iulie 2007, primul zbor fiind amânat câteva luni în urma unor probleme cu linia de producție.

## Incidente și accidente
Pe data de 12 iunie 2025 un avion Boeing 787-8 operând zborul Air India 171 între Aeroportul International din Ahmedabad și Aeroportul Londra-Gatwick  cu 242 de oameni la bord pierde din altitudine la scurt timp după decolare, prăbușinduse într-o clădire folosită ca hostel pentru doctori. Până la momentul de față sunt confirmate între 204 și 241 de morți incluzănd în jur de 53 la sol, un supraviețuitor de la bordul aeronavei fiind deja indentificat ca un bărbat de 40 ani cu cetățenie dublă Britanico-Indiană care în mod miraculos a plecat de la locul prăbușiri doar cu răni minore, numărul complet al victimelor nu este încă confirmat. 
Acesta fiind primul incident aviatic care implică distrugerea completă a fuselajului și pierderi de vieții la bord pentru acest tip de aeronavă

## Facilități
Avionul este construit în principal din materiale compozite - 80% după volum și 50% după masă. Restul componentelor sunt din aluminiu (20% după masă), titan (15%), oțel (10%). Are o autonomie maximă de 14.800-15.700 km, la o viteză de croazieră de Mach 0.85.
- Se pot instala scaune care să ofere 8 sau 9 locuri pe rând la clasa economic, în funcție de specificațiile liniilor aeriene. Se oferă formatul 2+4+2, 3+2+3, 3+3+3 și 2+4+3.

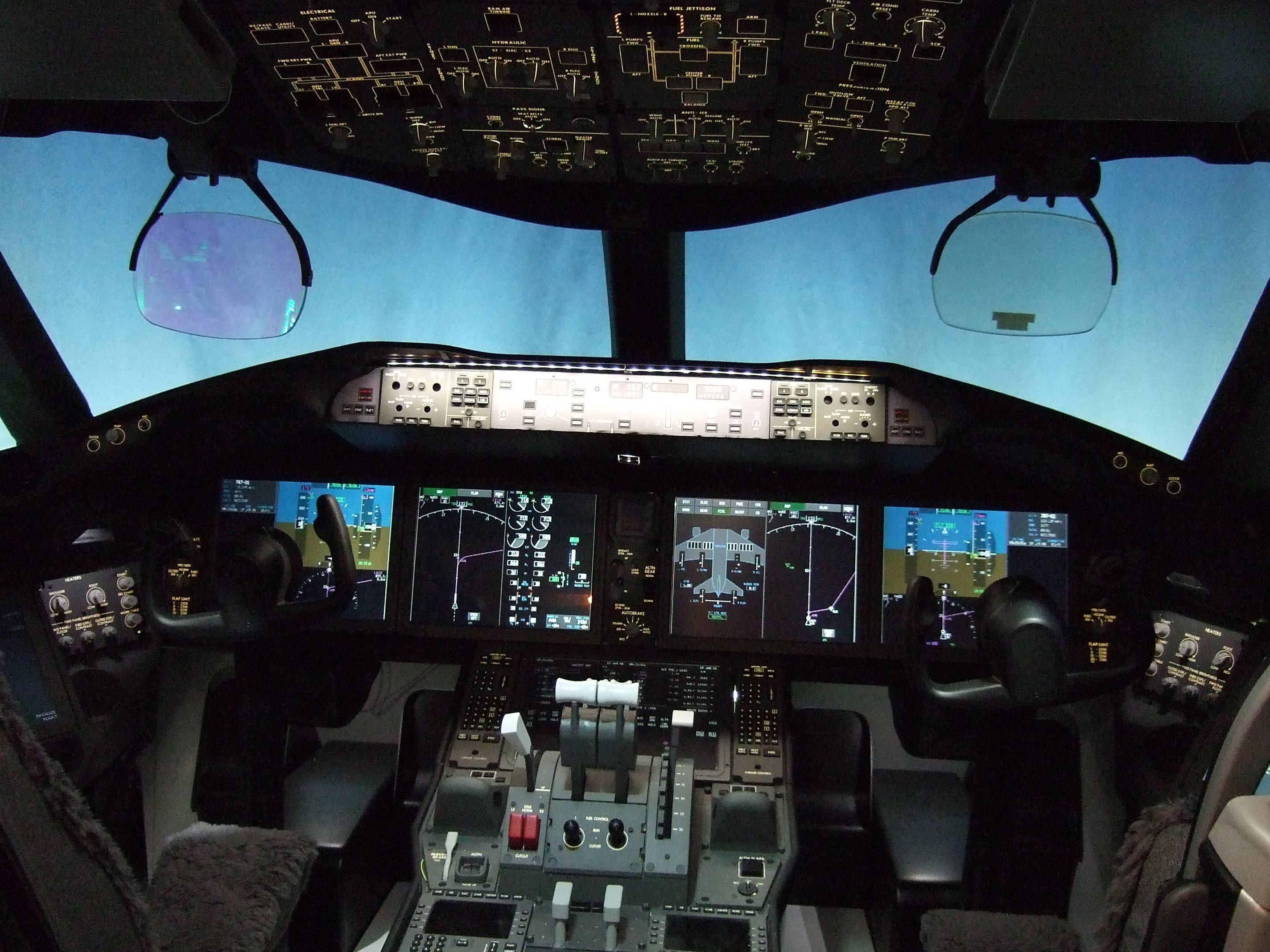
Carlinga cu ecrane LCD

- Capacitate de 240 de locuri în format 3+2+3 cu două clase, 296 în format 3+2+3 cu două clase și densitate ridicată respectiv 234 în sistem de 3 clase. Dacă se alege formatul cu 9 locuri pe rând capacitatea crește cu aproximativ 35 de locuri.
- Ferestre mai mari decât ale oricărui avion aflat în producție (27 cm X 47 cm), aproape dublu față de modelele anterioare. Ferestrele sunt doatate cu un sistem electronic (bazat pe tehnologia LCD) care permite schimbarea culorii ferestrei în timpul zborului în locul parasolarului tradițional, crescând confortul și economisind greutate
- iluminare a cabinei folosind tehnologia LED, permițând până la 128 culori.
- presiune în cabină mai apropiată de cea de pe sol (1600 m față de 2400 m), și umiditate crescută față de modelele tradiționale, pentru confort suplimentar, lucruri posibile datorită materialelor compozite (mai rezistente și imposibil de corodat) și sistemelor electrice. Filtre de aer extrem de performante, care extrag ozonul, bacteriile, gazele nocive și mirosurile din aer.
- Sisteme de comandă și control și instrumente folosind panouri LCD și standardul ARINC 661. Avionică controlată folosind tehnologia Ethernet
- Sisteme de eliminare a turbulențelor (Active Gust Alleviation), preluate de la bombardierul stealth B-2 Spirit.

## Modele

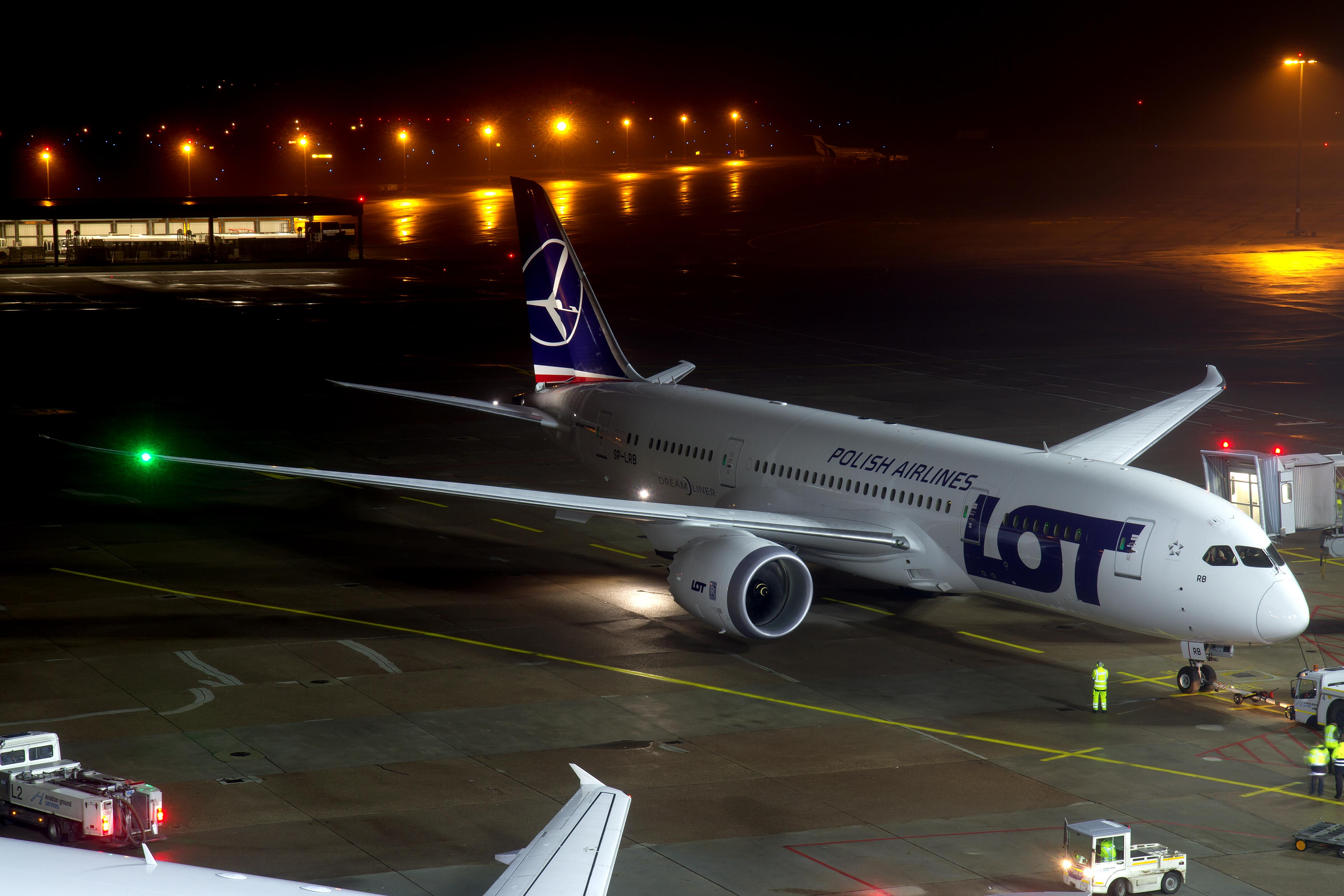
Boeing 787-8 LOT Polish Airlines

Boeing oferă momentan 3 modele, 787-3, 787-8 și 787-9. Un al patrulea model, 787-10, este propus, dar încă nu este oferit spre vânzare.
- 787-3 este un model gândit pentru a oferi capacitate mare pe distanțe scurte și foarte scurte, gândit în special pentru piața internă din Japonia, China și India. Poate transporta peste 300 pasageri (într-o singură clasă) pe o distanță de 4650–5650 km. Este gândit pentru a înlocui avioane precum Airbus A300, Boeing 757-300, și pentru a permite liniilor aeriene din Japonia să ofere frecvențe și mai ridicate decât acum pe rute interne (2X787-3 pe oră față de 1XBoeing 747 pe oră). În plus, Boeing crede că modelul acesta va înlocui avioanele cu un singur culoar pe rute foarte dense, unde aglomerația provoacă întârzieri frecvente, și unde creșterea frecvenței nu mai este posibilă. Pentru aceste roluri, avionul este dotat cu aripi mai scurte, capabile să folosească porțile dedicate avioanelor mai mici. După cum era de așteptat, liniile aeriene japoneze (JAL și All Nippon Airways) au comandat acest model
- 787-8 este modelul de bază, cu aripi standard, cu o autonomie de 14.200 - 15.300 km, gândit pentru zboruri între aeroporturi medii și mari pe distanțe lungi și foarte lungi. Astfel, datorită capacității medii, și autonomiei mari, se pot asigura zboruri directe între orașe cu cerințe medii de transport, de exemplu Varșovia - Washington, Paris - Detroit, Beijing - Seattle, București - Chicago etc., descongestionând aeroporturile mari, și asigurând călătorilor confort și viteză mai mare, nefiind nevoiți să schimbe avionul. Avionul înlocuiește Boeing 767-200ER și Boeing 767-300ER
- 787-9 este vârful de gamă, fiind lungit pentru o capacitate mai mare cu 40-50 pasageri, asigurând autonomie puțin mai mare ca a modelului 787-8 (până la 15.750 km). Avionul poate zbura fără oprire pe rute precum New York - Manila și Moscova - Sao Paulo.

Vânzările au fost foarte bune, 44 clienți achiziționând 637 avioane, producția fiind vândută complet până în 2012, vânzările fiind un record pentru un avion cu două culoare înainte de primul zbor. Prima livrare a avut loc în mai 2008 către All Nippon Airways.

## Specificații Tehnice

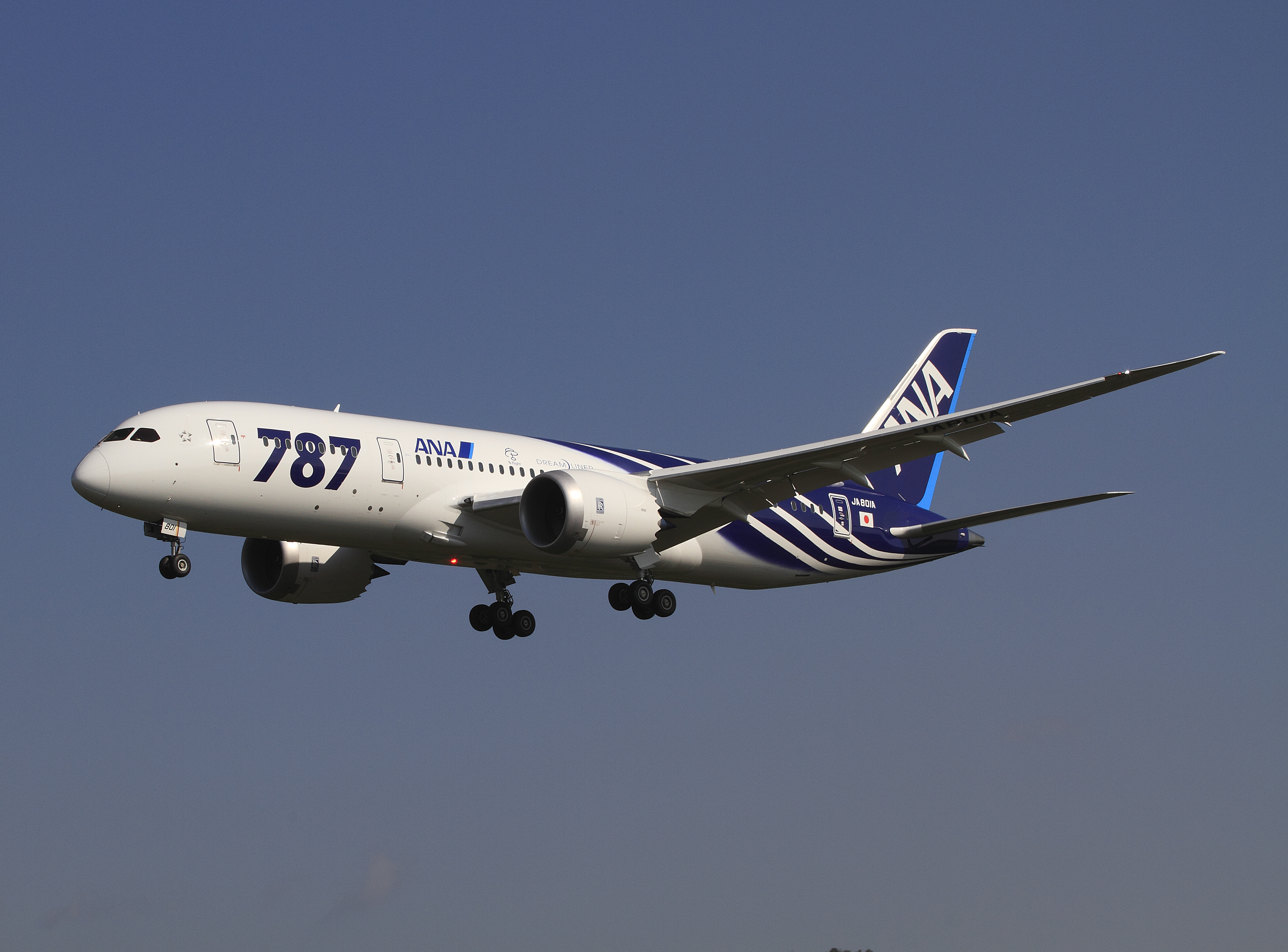
All Nippon Airways Boeing 787-8

| Model                                     | 787-3                                             | 787-8                                             | 787-9                                             |                   |
| ----------------------------------------- | ------------------------------------------------- | ------------------------------------------------- | ------------------------------------------------- | ----------------- |
| Piloți                                    | 2                                                 | 2                                                 | 2                                                 |                   |
| Pasageri                                  | 290 - 330                                         | 210 - 250                                         | 250 - 290                                         |                   |
| Lungime                                   | 56.72 m                                           | 56.72 m                                           | 63 m                                              |                   |
| Lungime aripi                             | 52 m                                              | 60 m                                              | 62 m                                              |                   |
| Unghi aripi                               | 32.2°                                             | 32.2°                                             | 32.2°                                             |                   |
| Înălțime                                  | 16.92 m                                           | 16.92 m                                           | 16.92 m                                           |                   |
| Lățime cabină                             | 18 ft 9 in (5.72 m)                               | 18 ft 9 in (5.72 m)                               | 18 ft 9 in (5.72 m)                               |                   |
| Capacitate cargo                          | 4,400 ft³ (124.6 m³) 28 LD3                       | 4,400 ft³ (124.6 m³) 28 LD3                       | 5,400 ft³ (152.9 m³) 36 LD3                       |                   |
| Masă (gol)                                | 101,200 kg                                        | 110,000 kg                                        | 115,200 kg                                        |                   |
| Masă maximă autorizată la decolare (MTOW) | 165,100 kg                                        | 219,540 kg                                        | 244,940 kg                                        |                   |
| Viteză croazieră                          | 0.85 Mach (461 mph, 427 knots, 802 km/h la FL400) | 0.85 Mach (461 mph, 427 knots, 802 km/h la FL400) | 0.85 Mach (461 mph, 427 knots, 802 km/h la FL400) |                   |
| Autonomie                                 | 2,500 - 3050 nm (4,650 - 5,650 km)                | 7,650 - 8,200 nm (14,200 - 15,200 km)             | 8,000 - 8,500 nm (14,800 - 15,750 km)             |                   |
| Capacitate combustibil                    | 126,903 L                                         | 126,903 L                                         | 138,700 L                                         |                   |
| Altitudine maximă (plafon de sericiu)     | 43,000 ft (13,100 m)                              | 43,000 ft (13,100 m)                              | 43,000 ft (13,100 m)                              |                   |
| Motoare (2×)                              | General Electric GEnx sau Rolls-Royce Trent 1000  | General Electric GEnx sau Rolls-Royce Trent 1000  | General Electric GEnx sau Rolls-Royce Trent 1000  |                   |
| car.ad.fuselaj                            | coef.drag: 0.2011                                 | coef.drag: 0.2011                                 | coef.drag: 0.2011                                 | coef.drag: 0.2011 |
| car.ad.fuselaj                            | coef.sust:5.08                                    |                                                   |                                                   |                   |